# Final Attraction
Final Attraction är Cinema Bizarres första album. Albumet släpptes 12 oktober 2007.

## Låtlista
1. Lovesongs (They Kill Me)
2. How Does It Feel
3. Silent Scream
4. Get Off
5. Forever Or Never
6. Escape To The Stars
7. After The Rain
8. She Waits For Me
9. I Don't Believe
10. The Way We Are
11. Dysfunctional Family
12. Heavensent
13. Angel In Diguise
14. The Silent Place
15. Desktopplayer